# Noordkaap
Noordkaap est un groupe belge de rock, mené par le chanteur Stijn Meuris. Ses chansons les plus connues sont Ik Hou Van U et Satelliet S.U.Z.Y..

## Histoire
Noordkaap est formé en 1990 par Stijn Meuris, Lars Van Bambost, Erik Sterckx, Wim De Wilde et Nico Van Calster. Le groupe remporte le Humo's Rock Rally la même année.
Le groupe sort son premier album, Feest in de stad, à la fin de l'année 1991. En 1994, sous un nouveau label, ils sortent Gigant.  Un an plus tard, Noordkaap compose la bande originale du long métrage Manneken Pis. Le single Ik hou van u apparaît dans les charts pendant plusieurs semaines, et est réédité dans un mélange de français et de néerlandais à l'occasion du 175e anniversaire de la Belgique en 2005.
Après la sortie de la bande originale de Alles moet weg en 1996, plusieurs membres quittent le groupe, ne laissant que Meuris et Van Bambost. Le groupe revient en 1999 avec les nouveaux membres Mario Goossens, Anton Janssens et Wladimir Geels, et l'album Massis. Le 1er avril 2000, Noordkaap donne son dernier concert à l'Ancienne Belgique de Bruxelles. Lars Van Bambost rejoint Novastar, et Stijn Meuris fonde un nouveau groupe appelé Monza. Après quelques succès en Flandre, Monza se sépare en 2009 et Meuris continue en tant qu'artiste solo.
Noordkaap annonce son retour en 2019, 19 ans après sa rupture, mais en raison de la pandémie de Covid-19, le groupe reporte sa grande tournée en Belgique et aux Pays-Bas,.

## Discographie
- 1991 : Feest in de stad
- 1993 : Een heel klein beetje oorlog...
- 1994 : Gigant
- 1995 : Manneken Pis (bande originale)
- 1996 : Programma '96
- 1996 : Alles moet weg (bande originale)
- 1999 : Massis
- 1999 : Avanti! (compilation)